# Surrealismo
O surrealismo ou sobrerrealismo foi um movimento artístico e literário nascido em Paris na década de 1920, inserido no contexto das vanguardas que viriam a definir o modernismo no período entre as duas Grandes Guerras Mundiais. Reúne artistas anteriormente ligados ao dadaísmo ganhando dimensão mundial. Fortemente influenciado pela Psicanálise de Sigmund Freud (1856-1939), o surrealismo enfatiza o papel do inconsciente na atividade criativa. Um dos seus objetivos foi produzir uma arte que, segundo o movimento, estava sendo destruída pelo racionalismo. O poeta e crítico André Breton (1896-1966) era o principal líder e mentor deste movimento.

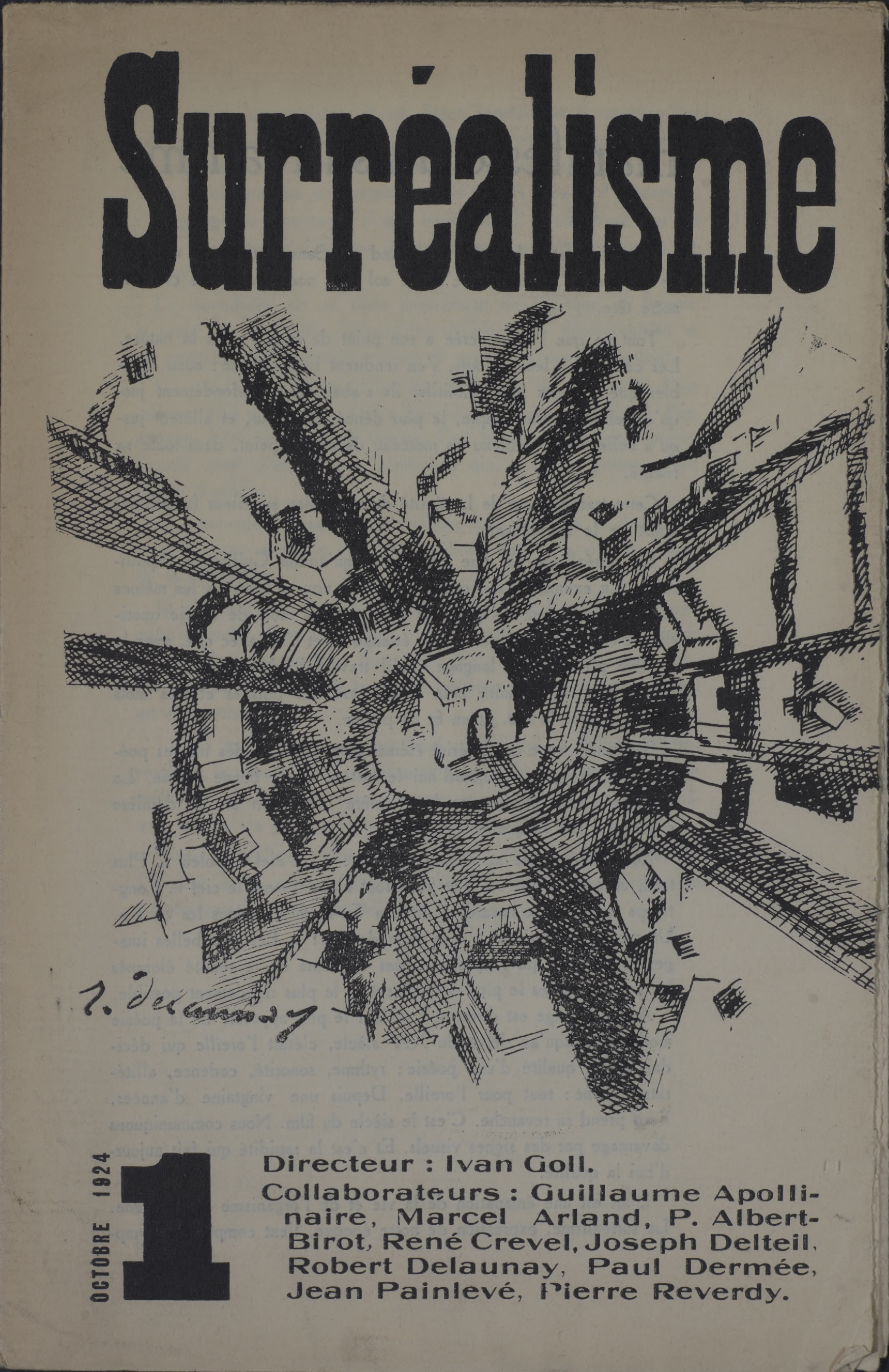
Yvan Goll, Surréalisme, Manifeste du surréalisme

A palavra surrealismo supõe-se ter sido criada em 1917 pelo poeta Guillaume Apollinaire (1886-1918), jovem artista ligado ao cubismo, e autor da peça teatral As Mamas de Tirésias (1917), considerada uma precursora do movimento.
Um dos principais manifestos do movimento é o Manifesto Surrealista, de 1924. Além de Breton, seus representantes mais conhecidos são Antonin Artaud, no teatro, Luis Buñuel, no cinema, e Max Ernst, René Magritte e Salvador Dalí, no campo das artes plásticas.

## Visão surrealista
Segundo Michael Löwy, o surrealismo é um movimento subversivo de reencantamento da vida social ou um estudo antropológico da liberdade. Esse movimento se baseia em uma visão independente da dialética hegeliana e marxista. Assim, ele mantém um impulso libertário original e não deve ser entendido como uma escola literária modernista ou um conjunto de artistas com uma perspectiva em comum.
Dentre as características deste estilo estão a combinação do representativo, do abstrato, do irreal e do inconsciente. Entre muitas das suas metodologias estão a colagem e a escrita automática. Segundo os surrealistas, a arte deve libertar-se das exigências da lógica e da razão e ir além da consciência cotidiana, procurando expressar o mundo do inconsciente e dos sonhos.
No manifesto e nos textos escritos posteriores, os surrealistas rejeitam a chamada ditadura da razão e valores burgueses como pátria, família, religião, trabalho e honra. Humor, sonho e a contra-lógica são recursos a serem utilizados para libertar o homem da existência utilitária. Segundo esta nova ordem, as ideias de "bom gosto" e "decoro" devem ser subvertidas.
Mais do que um movimento estético, o surrealismo é uma maneira de enxergar o mundo, uma vanguarda artística que transcende a arte. Busca restaurar os poderes da imaginação, castrados pelos limites do utilitarismo da sociedade burguesa, e superar a contradição entre objetividade e subjetividade, tentando consagrar uma poética da alucinação, de ampliação da consciência. Breton declara no Primeiro Manifesto sua crença na possibilidade de reduzir dois estados aparentemente tão contraditórios, sonho e realidade, “a uma espécie de realidade absoluta, de sobre-realidade [surrealité]”.
A escrita automática procura buscar o impulso criativo artístico através do acaso e do fluxo de consciência despejado sobre a obra. Procura-se escrever no momento, sem planejamento, de preferência como uma atividade coletiva que vai se completando. Uma pessoa escreve algo num papel e outro completa, mas não de maneira lógica, passando a outro que dá sequência. O filme Um Cão Andaluz, de Luis Buñuel, por exemplo, é formado por partes de um sonho de Salvador Dalí e outra parte do próprio diretor, sem necessariamente objetivar-se uma lógica consciente e de entendimento, mas um discurso inconsciente que procura dialogar com outras leituras da realidade.
Esse e outros métodos, no entanto, não eram exercícios gratuitos de caráter estético, mas, como disse Octavio Paz, seu propósito era subversivo: abolir esta realidade que uma sociedade vacilante nos impôs como a única verdadeira. Para além de criar uma arte nova, criar um homem novo.

### Imagens poéticas e significado
Grande parte da estética surrealista apoia-se na concepção de imagem poética de Pierre Reverdy, segundo a qual a imagem nasce não da comparação, mas da aproximação entre duas realidades afastadas. E quanto mais distantes forem as realidades aproximadas, mais forte será a imagem poética. Reverente distancia mais ainda o mundo captado pelos sentidos e o mundo criado pela poesia. Além disso, a linguagem surrealista faz grande uso de descontextualizações, esvazia-se um significante de seu significado para atingir novos e inusitados significados. Herança de Arthur Rimbaud, procuram o desregramento também das relações de significação para a emersão de uma nova linguagem. Há uma busca da expressão por meio de uma linguagem não-instrumental e uma associação de liberdade à ruptura do discursiva.

## História
Em 1929, os surrealistas publicam um segundo manifesto e editam a revista A Revolução Surrealista. Entre os artistas ligados ao grupo em épocas variadas estão os escritores franceses, Antonin Artaud (1896-1948), também dramaturgo, Paul Éluard (1895-1952), Louis Aragon (1897-1982), Jacques Prévert (1900-1977) e Benjamin Péret (1899-1959), que viveu no Brasil. Entre os escultores encontram-se os italianos Alberto Giacometti (1901-1960), o pintor italiano Vito Campanella (1932), assim como os pintores espanhóis Salvador Dali (1904-1989), Juan Miró (1893-1983) e Pablo Picasso, o pintor belga René Magritte (1898-1967), o pintor alemão Max Ernst (1891-1976) e o cineasta espanhol Luis Buñuel (1900-1983).
Nos anos 30, o movimento internacionaliza-se e influencia muitas outras tendências, conquistando adeptos em países da Europa e nas Américas, tendo Breton assinado um manifesto com Leon Trotski na tentativa de criar um movimento internacional que lutava pela total liberdade na arte - FIARI: o Manifesto por uma Arte Revolucionária Independente.

### Década de 1930
Salvador Dalí e René Magritte criaram as mais reconhecidas obras pictóricas do movimento. Dalí entrou para o grupo em 1929, e participou do rápido estabelecimento do estilo visual entre 1930 e 1935.
O surrealismo como movimento visual, tinha encontrado um método: expor a verdade psicológica ao despir objetos ordinários de sua significância normal, a fim de criar uma imagem que ia além da organização formal ordinária.
Em 1932, vários pintores surrealistas produziram obras que foram marcos da evolução da estética do movimento: La Voix des Airs, de Magritte, é um exemplo deste processo, no qual são vistas três grandes esferas representando sinos pendurados sobre uma paisagem. Outra paisagem surrealista do mesmo ano é Palais Promontoire, de Tanguy, com suas formas líquidas. Formas como estas se tornaram a marca registrada de Dali, particularmente com sua obra A Persistência da Memória, na qual relógios de bolso derretem.

### Segunda Guerra Mundial

António Domingues, Fernando Azevedo, António Pedro, Vespeira, Moniz Pereira – Cadavre Exquis, 1948, óleo sobre tela, 150 x 180 cm

A Segunda Guerra Mundial provou ser disruptiva para o surrealismo. Os artistas continuaram com as suas obras, incluindo Magritte. Muitos membros do movimento continuaram a corresponder-se e a encontrar-se. Em 1960, Magritte, Duchamp, Ernst e Man Ray encontraram-se em Paris. Apesar de Dali não se relacionar mais com Breton, ele não abandonou os seus motivos dos anos 30, incluindo referências à sua obra "Persistência do Tempo" numa obra posterior.
O trabalho de Magritte tornou-se mais realista na sua representação de objetos reais, enquanto mantinha o elemento de justaposição, como na sua obra Valores Pessoais (1951) e Império da Luz (1954). Magritte continuou a produzir obras que entraram para o vocabulário artístico, como Castelo nos Pireneus, que faz uma referência a Voix de 1931, na sua suspensão sobre a paisagem. Algumas personalidades do movimento Surrealista foram expulsas e vários destes artistas, como Roberto Mattam continuaram próximos ao surrealismo como ele mesmo se definiu.

## Surrealismo em Portugal

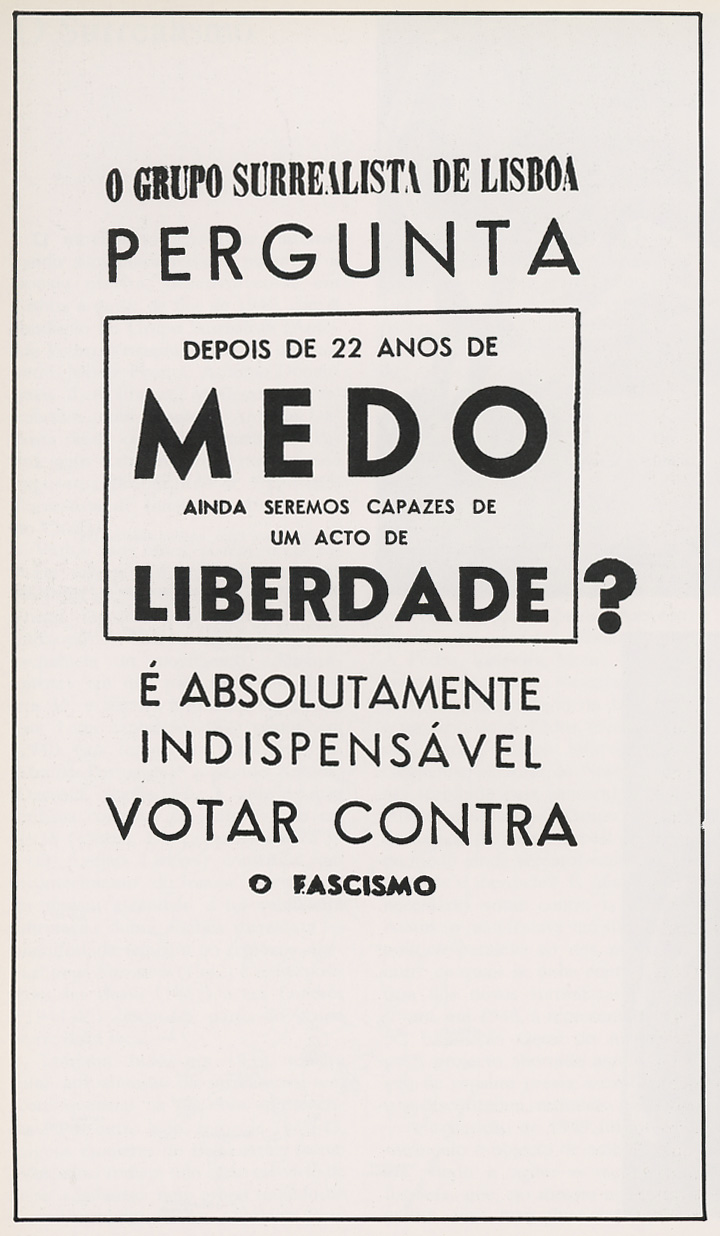
Capa proibida pela censura – 1ª Exposição do Grupo Surrealista de Lisboa, 1949

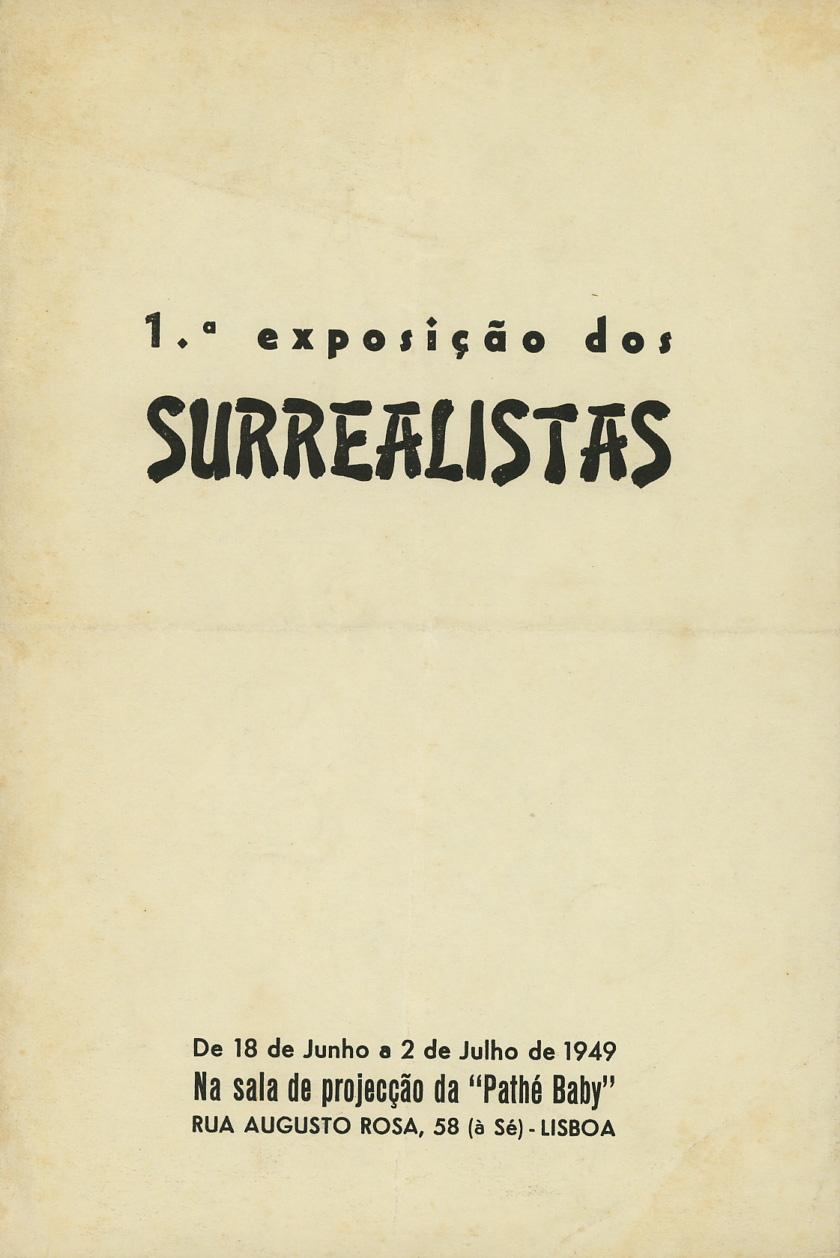
1ª Exposição dos Surrealistas, 1949

O surrealismo surge nos horizontes culturais portugueses a partir de 1936, "em experiências literárias «automáticas» realizadas por António Pedro e alguns amigos". Em 1940 o mesmo António Pedro expõe com António Dacosta (e Pamela Boden): " A exposição reunia dezasseis pinturas de Pedro, dez de Dacosta e seis esculturas abstratas de Pamela Boden [...]. O surrealismo de que se falara até então vagamente, desde 1924, [...] irrompia nesta exposição, abrindo a pintura nacional para outros horizontes que ali polemicamente se definiam".

### Grupo Surrealista de Lisboa
Em 1947 Cândido Costa Pinto, que desde 1942 seguia uma linha estética surrealista, contacta, em Paris, com o recém-organizado Grupo Surrealista; André Breton sugere-lhe a organização de um grupo idêntico em Portugal. É deste desafio que irá nascer o "Grupo Surrealista de Lisboa".
"Vespeira, Fernando Azevedo, António Domingues e João Moniz Pereira, [...] os poetas Mário Cesariny de Vasconcelos, [...] Alexandre O'Neill e José Augusto França [...] constituíram o núcleo inicial do movimento aglutinado em Outubro de 1947 e que logo contou com a colaboração e animação de António Pedro. [...] O primeiro ato do grupo ainda em formação foi romper com Cândido Costa Pinto", por ter exposto uma pintura nas salas do SNI.
A primeira e única exposição do grupo teve lugar em 1949. Participaram António Pedro, António Dacosta, Fernando Azevedo, Moniz Pereira, Vespeira, Alexandre O'Neill, e José Augusto França, além de dois Cadavre Exquis de Vespeira e Fernando Azevedo e outro, de grandes dimensões, de António Domingues, Fernando Azevedo, António Pedro, Vespeira, Moniz Pereira. A exposição foi motivo de escândalo e alvo de ameaças policiais. A primeira proposta de capa do catálogo, que pretendia inserir-se na campanha eleitoral de Norton de Matos (de oposição ao regime de Salazar), foi proibida pela censura. A iniciativa agitou o meio artístico lisboeta que, no mesmo ano e no seguinte, teve mais duas exposições da índole semelhante, realizadas por um grupo dissidente, Os Surrealistas, composto por Mário Cesariny, Cruzeiro Seixas, Mário-Henrique Leiria, António Maria Lisboa, H. Risques Pereira, Fernando José Francisco, Pedro Oom, João Artur da Silva, Carlos Eurico da Costa, Fernando Alves dos Santos, António Paulo Tomaz, "com menor interesse plástico embora notável proposição poética".
A exposição do Grupo Surrealista de Lisboa e as restantes, de Os Surrealistas, marcaram o fim do movimento, "ficando apenas os seus componentes em ações pessoais e isoladas".
Vespeira e Azevedo prosseguiram, ao longo de 1950 e 1951, uma obra pictórica de qualidade, expondo em 1952 na Casa Jalco, ao Chiado: "uma exposição de «óleo, fotografia, guache, desenho, ocultação, colagem, linóleo» constituída por três «Primeiras exposições Individuais» de Fernando de Azevedo, Fernando de Lemos e Vespeira", e que os artistas dedicaram ao precursor do movimento, António Pedro.

## Surrealismo no Brasil
As ideias e tendências surrealistas chegaram ao Brasil a partir da década de 30 e foram assimiladas pelo movimento modernista.
Alguns dos principais artistas brasileiros influenciados pelo surrealismo foram Tarsila do Amaral, Cícero Dias, Ismael Nery, Aníbal Machado, Mário Pedrosa, Maria Martins e Darcílio Lima.

## Técnicas surrealistas
Os surrealistas usaram diferentes técnicas para ativar seu inconsciente, uma delas é o cadáver exquis (requintado cadáver), uma técnica baseada na aleatoriedade e na coralidade, que envolve a colaboração de vários artistas: um deles começa a operação traçando um desenho, uma figura, que deve ser ignorada pelos outros; a folha deve ser passada a todos os participantes, um por um, que por sua vez formarão uma figura e assim por diante.
Outras técnicas frequentemente utilizadas pelos pintores desse movimento são:
- Frottage (esfregar);

- Grattage (arranhando, raspando);

- Colagem;

- Assemblage;

- Dripping (Max Ernst é o primeiro a usar essa técnica, que ficou famosa após a Segunda Guerra Mundial por Jackson Pollock).

Essas técnicas permitiram aos artistas liberar forças criativas cheias de sugestões e evocações, menos teóricas e mais inconscientes e espontâneas.